# Bobište
Bobište (en serbe cyrillique : Бобиште) est une localité de Serbie située sur le territoire de la Ville de Leskovac, district de Jablanica. Au recensement de 2011, elle comptait 2 629 habitants.
Bobište est officiellement classé parmi les villages de Serbie.

## Démographie

### Évolution historique de la population
| 1948 | 1953 | 1961 | 1971 | 1981  | 1991  | 2002  | 2011  |
| ---- | ---- | ---- | ---- | ----- | ----- | ----- | ----- |
| 211  | 237  | 288  | 944  | 1 466 | 1 603 | 1 782 | 2 629 |

|  |